# Европско првенство у атлетици на отвореном 1946 — 200 метара за мушкарце
Трка на 200 м у мушкој конкуренцији на 3. Европском првенству у атлетици 1946. одржана је 24. августа на стадиону Бислет у Ослу.

## Земље учеснице
Учествовало је 24 такмичара из 15 земаља.
1. Белгија (2)
2. Данска (2)
3. Исланд (1)
4. Италија (2)
5. Југославија (1)
6. Мађарска (1)
7. Норвешка (2)
8. Пољска (1)
9. Совјетски Савез (1)
10. Уједињено Краљевство (2)
11. Финска (1)
12. Француска (2)
13. Холандија (2)
14. Чехословачка (2)
15. Шведска (2)

## Рекорди
| Рекорди пре почетка Европског првенства 1946. | Рекорди пре почетка Европског првенства 1946. | Рекорди пре почетка Европског првенства 1946. | Рекорди пре почетка Европског првенства 1946. | Рекорди пре почетка Европског првенства 1946. |
| --------------------------------------------- | --------------------------------------------- | --------------------------------------------- | --------------------------------------------- | --------------------------------------------- |
| Светски рекорд                                | Џеси Овенс Сједињене Државе                   | 20,7                                          | Берлин, Немачка                               | 5. август 1936.                               |
| Европски рекорд                               | Willie Applegarth Уједињено Краљевство        | 21,2                                          | Лондон, Уједињено Краљевство                  | 4. јул 1914.                                  |
| Европски рекорд                               | Хелмут Керинг Немачко царство                 | 20,9                                          | Берлин, Немачка                               | 19. август 1928.                              |
| Рекорди Европских првенстава                  | Мартинус Осендарп, Холандија                  | 21,2                                          | Париз Француска                               | 4. септембар 1938.                            |

## Освајачи медаља
|                        |                         |                          |
| Николај Каракулов СССР | Хакон Транберг Норвешка | Јиржи Давид Чехословачка |

## Резултати

### Квалификације
У квалификавијана такмичари су били подељени у 4 групе. За полуфинале су се квалиффиковала (КВ) прва тројица из све 4 групе.
| Место | Група | Атлетичар           | Земља                | Резултат | Бел. |
| ----- | ----- | ------------------- | -------------------- | -------- | ---- |
| 1.    | 1     | Николај Каракулов   | СССР                 | 21,9     | КВ   |
| 2.    | 1     | Стиг Данијелсон     | Шведска              | 21,9     | КВ   |
| 3.    | 4.    | Хакон Транберг      | Норвешка             | 22,1     | КВ   |
| 4.    | 3     | Жилијен Лебас       | Француска            | 22,2     | КВ   |
| 5.    | 3     | Џек Арчер           | Уједињено Краљевство | 22,2     | КВ   |
| 6.    | 1.    | Карло Монти         | Италија              | 22,3     | КВ   |
| 7.    | 2.    | Јиржи Давид         | Чехословачка         | 22,3     | КВ   |
| 8.    | 5.    | Агатон Лепев        | Француска            | 22,3     | КВ   |
| 9.    | 1.    | Гејб Схолтен        | Холандија            | 22,4     |      |
| 10.   | 2,    | Финбјерн Торвалдсон | Исланд               | 22,4     | КВ   |
| 11.   | 2.    | Крис фан Оста       | Холандија            | 22,5     | КВ   |
| 12.   | 3.    | Мирко Парачек       | Чехословачка         | 22,5     | КВ   |
| 13.   | 3.    | Франсоа Брекман     | Белгија              | 22,6     |      |
| 14.   | 2.    | Герхард Ферм        | Шведска              | 22,7     |      |
| 15.   | 3.    | Фернан Бурго        | Белгија              | 22,7     | КВ   |
| 16.   | 3.    | Берје Ставгард      | Данска               | 22,8     |      |
| 17.   | 4.    | Јозеф Рутковски     | Пољска               | 22,8     |      |
| 18.   | 3.    | Егон Шолмоши        | Мађарска             | 23,1     |      |
| 19.   | 4.    | Роберт Роуч         | Уједињено Краљевство | 23,1     |      |
| 20.   | 1.    | Рене Сјеницки       | Пољска               | 23,6     |      |
| 21.   | 3.    | Марко Рачић         | Југославија          | 23,6     |      |
| 22.   | 2.    | Ванес Монтанари     | Италија              | 24,1     |      |

### Полуфинале
Полуфинала такмичења одржана су у 24. августа у 18.20. За финале су се пласирала тројица првопласираних из обе полуфиналне групе. (КВ)
| Место | Група | Атлетичар           | Земља                | Резултат | Бел. |
| ----- | ----- | ------------------- | -------------------- | -------- | ---- |
| 1.    | 1     | Џек Арчер           | Уједињено Краљевство | 22,0     | КВ   |
| 2.    | 2     | Стиг Данијелсон     | Шведска              | 22,0     | КВ   |
| 3.    | 1     | Хакон Транберг      | Шведска              | 22,0     | КВ   |
| 4.    | 1     | Јиржи Давид         | Чехословачка         | 22,1     | КВ   |
| 5.    | 1.    | Николај Каракулов   | СССР                 | 22,1     | КВ   |
| 6.    | 2     | Жилијен Лебас       | Француска            | 22,1     | КВ   |
| 7.    | 1.    | Агатон Лепев        | Француска            | 22,2     |      |
| 8.    | 2.    | Фернан Бурго        | Белгија              | 22,2     |      |
| 9.    | 1.    | Карло Монти         | Италија              | 22,2     |      |
| 10.   | 2.    | Финбјерн Торвалдсон | Исланд               | 22,3     |      |
| 11.   | 1.    | Мирко Парачек       | Чехословачка         | 22,7     |      |
| -     | 1.    | Крис фан Оста       | Холандија            | НС       |      |

## Финале
И финале је одржано истог дана 24. августа са почетком у 19.20.
| Место | Атлетичар         | Земља                | Резултат | Бел. |
| ----- | ----------------- | -------------------- | -------- | ---- |
|       | Николај Каракулов | СССР                 | 21,6     | НР   |
|       | Хакон Транберг    | Норвешка             | 21,7     |      |
|       | Карло Монти       | Италија              | 10,8     |      |
| 4.    | Стиг Данијелсон   | Шведска              | 21,9     |      |
| 5.    | Жилијен Лебас     | Француска            | 22,0     |      |
| 6.    | Џек Арчер         | Уједињено Краљевство | 22,0     |      |

## Укупни биланс медаља у трци на 200 метара за мушкарце после 3. Европског првенства 1934—1946.
|    | Земља                |   |   |   |   |
| -- | -------------------- | - | - | - | - |
| 1. | Холандија            | 2 | 0 | 1 | 3 |
| 2. | Совјетски Савез      | 1 | 0 | 0 | 1 |
| 3, | Мађарска             | 0 | 1 | 0 | 1 |
| 3, | Немачка              | 0 | 1 | 0 | 1 |
| 3, | Норвешка             | 0 | 1 | 0 | 1 |
| 6. | Уједињено Краљевство | 0 | 0 | 1 | 1 |
| 6. | Чехословачка         | 0 | 0 | 1 | 1 |
|    | Укупно {7}           | 3 | 3 | 3 | 9 |

|    | Атлетичар         | Земља     |   |   |   |   |
| -- | ----------------- | --------- | - | - | - | - |
| 1. | Мартинус Осендарп | Холандија | 1 | 0 | 1 | 2 |